# السوادة (الحيمة الخارجية)

تعديل مصدري - تعديل

السوادة هي إحدى قرى عزلة الأعروش بمديرية الحيمة الخارجية التابعة لمحافظة صنعاء، بلغ تعداد سكانها 149 نسمة حسب تعداد اليمن لعام 2004.